# Championnats du monde de course en ligne de canoë-kayak de 2015
Navigation
Édition précédente Édition suivante
Les championnats du monde de course en ligne de canoë-kayak de 2015, quarante-deuxième édition des championnats du monde de course en ligne de canoë-kayak, ont eu lieu du 19 au 23 août 2015 à Milan, en Italie.